# Radiotjänst

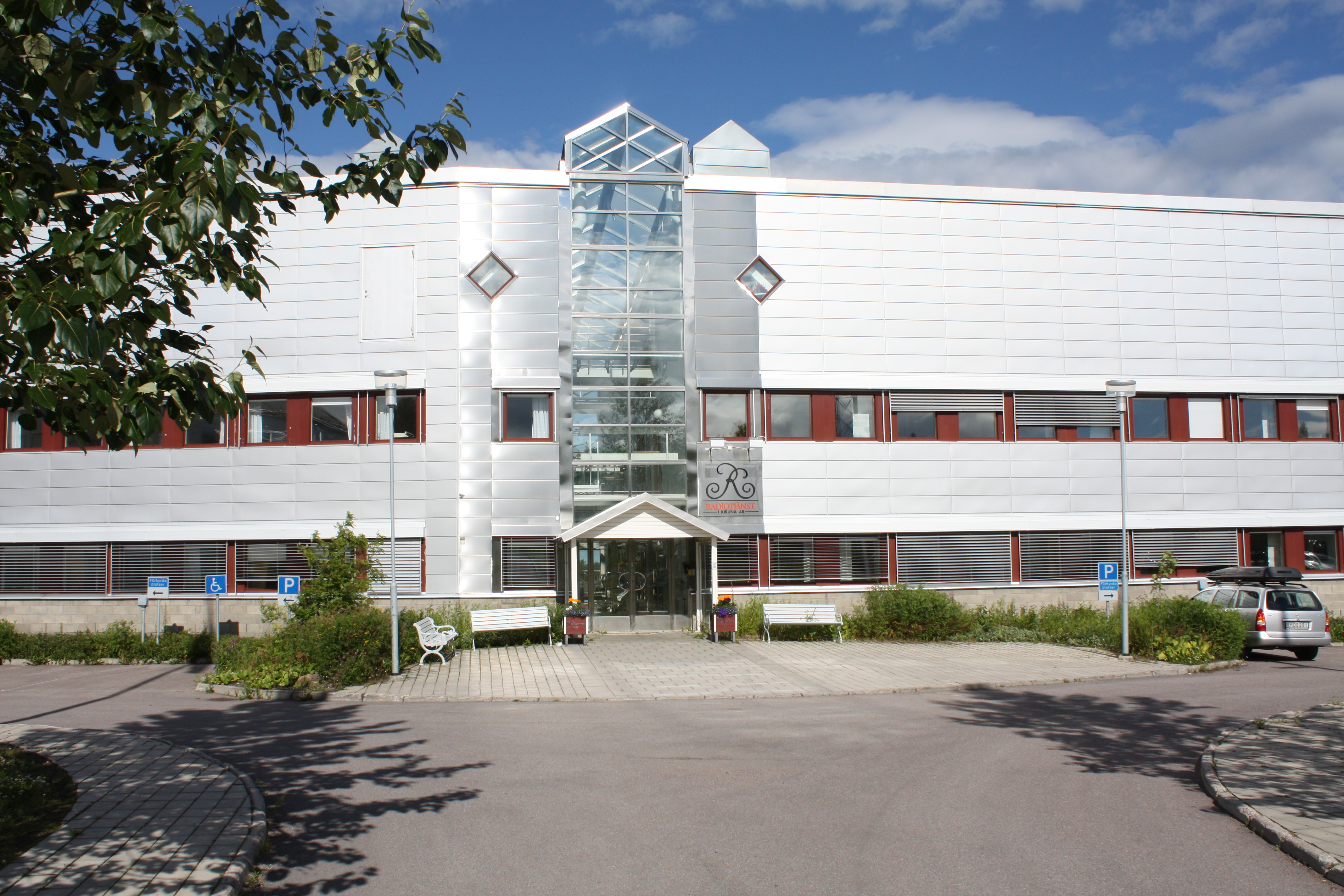
Niederlassung in Kiruna.

Radiotjänst, eigentlich Radiotjänst i Kiruna AB (RIKAB), war die mit der deutschen Gebühreneinzugszentrale vergleichbare Einrichtung in Schweden.
Sie wurde 1988 gebildet, nachdem der Reichstag beschlossen hatte, die Einziehung der Rundfunkgebühren aus dem Aufgabenbereich des Televerket auszugliedern. Die Zentrale befand sich im nordschwedischen Kiruna und war dort eine der größten Arbeitgeberinnen. Eigentümer waren das staatliche schwedische Fernsehen SVT, Radio SR sowie Utbildningsradion (UR), der Bildungskanal.
2016 betrug die Abgabe 2216 Kronen im Jahr. 2014 teilten sich SVT, SR und UR ein Budget von 7,6 Milliarden Kronen.
Seit dem 1. Januar 2019 wird die Rundfunkgebühr von der Steuerbehörde Skatteverket im Rahmen mit der jährlichen Steuererklärung erhoben. Zum 31. Dezember 2019 wurde Radiotjänst abgewickelt.